# Калестано
Калестано (італ. Calestano) — муніципалітет в Італії, у регіоні Емілія-Романья,  провінція Парма.
Калестано розташоване на відстані близько 360 км на північний захід від Рима, 100 км на захід від Болоньї, 29 км на південний захід від Парми.
Населення — 2117 осіб (2014).

## Демографія
Населення за роками:

Станом на 1 січня 2023 року в муніципалітеті офіційно проживало 426 іноземців з 34 країн, серед них 29 громадян країн Євросоюзу та 27 громадян України.

## Сусідні муніципалітети
- Берчето
- Корнільйо
- Феліно
- Лангірано
- Сала-Баганца
- Теренцо